# Colonna rostrata

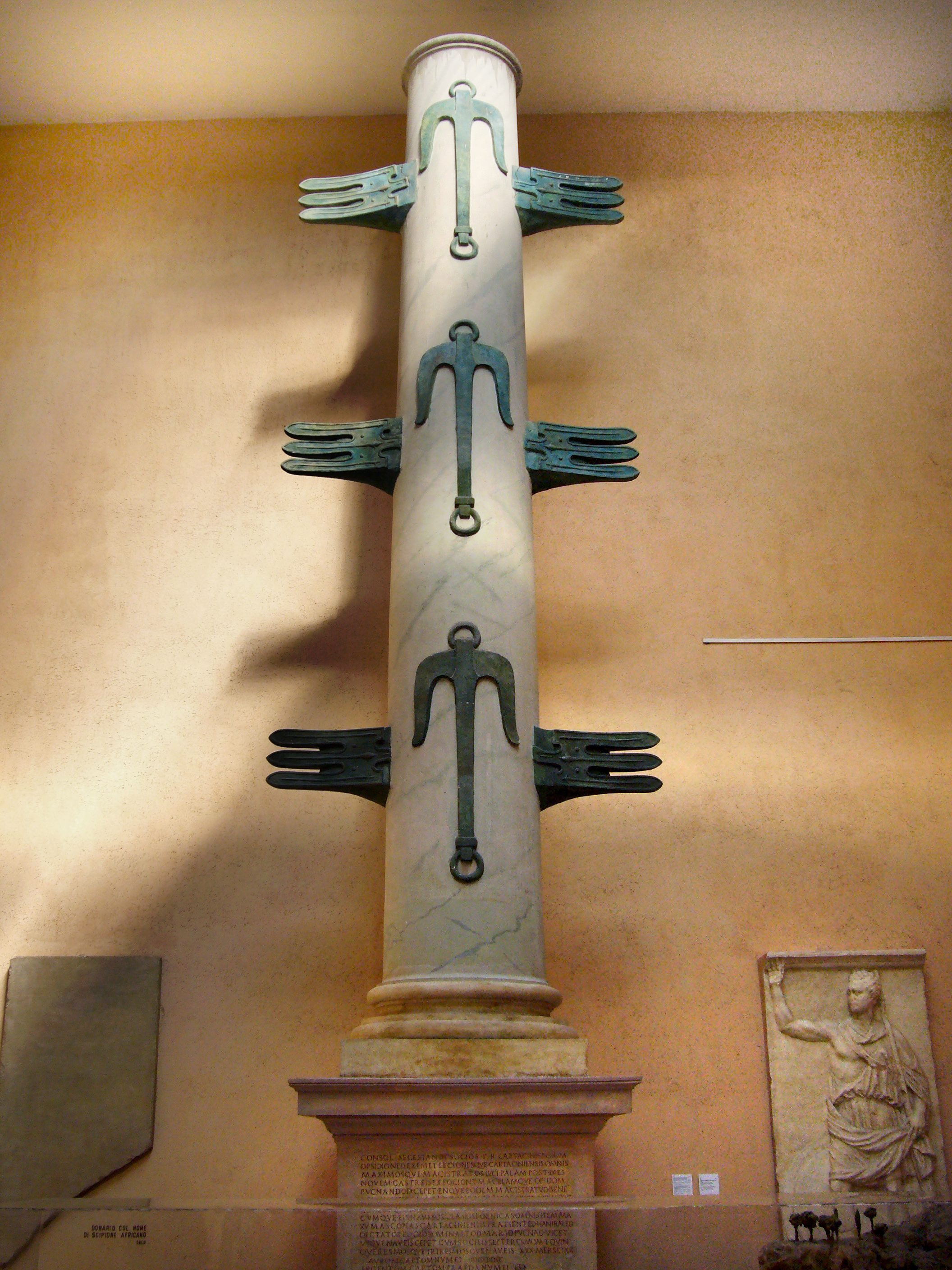
Riproduzione della Colonna Duilia al Museo della civiltà romana

La colonna rostrata o rostrale (Rostrum) è una colonna commemorativa di tradizione greca e romana che veniva eretta per commemorare una vittoria navale. Questa ha il fusto adorno di prue rostrate, per lo più sporgenti.

## Antichità
Un celebre esempio è costituito dalla Colonna Duilia, eretta da Gaio Duilio per celebrare la vittoria della battaglia di Milazzo del 260 a.C. durante la prima guerra punica.

## Età moderna
Un celebre esempio è costituito dalle Colonne Rostrate, erette a San Pietroburgo come fanali (non fari) per segnalare la punta (o lingua) formata dall'isola di Basilio (Vasil'evskij ostrov) e la ramificazione del fiume in Grande Neva (Bol'šaja Neva) a sud, sulla sinistra, e Piccola Neva (Malaja Neva) a nord, sulla destra.